# Duby červené v Mostech u Jablunkova
Duby červené v Mostech u Jablunkova, nazývané také Duby červené v Mostech, jsou dva památné stromy - duby červené (Quercus rubra L.) rostoucí ve stráních nadaleko železniční stanice Mosty u Jablunkova v Mostech u Jablunkova v okrese Frýdek-Místek. Geograficky se také nachází v pohoří Moravskoslezské Beskydy v regionu Horní Slezsko v Moravskoslezském kraji.

## Historie a popis
Stromy jsou v dobrém zdravotním stavu a nacházejí se v zahradě u hospodářského objektu (č. p. 28) nad silnicí. Podle údajů z roku 1999:
| Výška stromu:                 | asi 30 m        |
| Obvod kmene ve výčetní výšce: | nezadaný        |
| Ochranné pásmo:               | dle zákona      |
| Odhadnutý věk k roku 2024     | asi 160 let     |
| Datum prvního vyhlášení:      | 22. června 1999 |

Dub červený je původní na východě Severní Ameriky a u nás se objevil poprvé až v 18. stol.

## Galerie

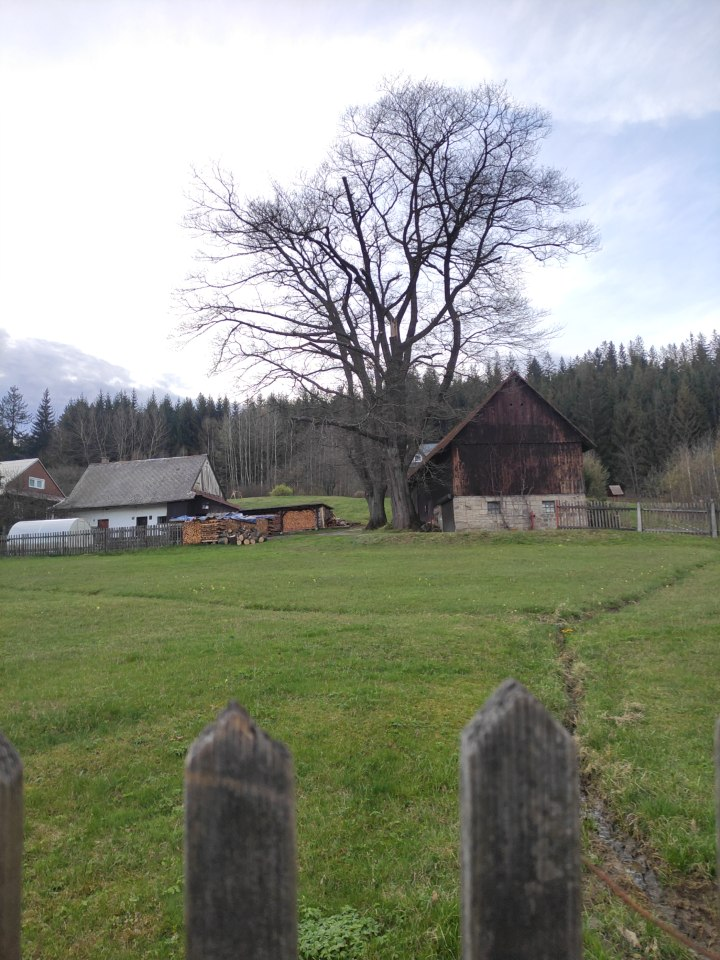
Pohled na duby ze silnice